# Tommi Musturi
 (octobre 2018).
Si vous disposez d'ouvrages ou d'articles de référence ou si vous connaissez des sites web de qualité traitant du thème abordé ici, merci de compléter l'article en donnant les références utiles à sa vérifiabilité et en les liant à la section « Notes et références ».
Tommi Musturi (né en 1975 à Ruovesi) est un dessinateur de bande dessinée finlandais.

## Biographie
Tommi Musturi a étudié à la University of Arts and Design d'Helsinki. Il vit à Tampere.
Tommi Musturi est le personnage central de la bande dessinée finlandaise en tant que dessinateur de bande dessinée, illustrateur, graphiste et artiste. Ses activités en tant qu’artiste sont aussi variées que celles qu’il réalise en tant qu’éditeur ou commissaire d’exposition. 
En tant qu’éditeur, il publie au sein du collectif d’artistes Kutikuti la revue trimestrielle Kuti.
Depuis 1997, il publie la prestigieuse anthologie annuelle de bande dessinée Glömp (10 numéros parus) avec des auteurs finlandais et internationaux (en:Ilan Manouach, Frédéric Poincelet, André Lemos et ceux qu’il publie par ailleurs), lauréat du Prix de la bande dessinée alternative au festival d'Angoulême en 2005, au festival SPX (Suède) et au Helsinki Comics Festival (Finlande). 
Au sein de la maison d’édition Huuda Huuda, qu’il dirige depuis 2006 avec Jelle Hugaerts, il édite des auteurs comme Chester Brown, Florent Ruppert & Jérôme Mulot,  Daniel Clowes, Olivier Schrauwen, Kamagurka, Gary Panter, Joann Sfar, Michelangelo Setola et des auteurs finlandais comme Anna Sailamaa, Jyrki Heikkinen, Ville Ranta, Amanda Vähämäki et lui-même. 
Il publie ses livres dans son pays, ainsi qu’au Portugal, en Allemagne, en Suède et en Amérique du Nord.
En français, il publie ses livres aux Éditions Humeurs, au Dernier Cri, chez Les Requins Marteaux et, essentiellement, à La Cinquième Couche.
Il a reçu en 2004 le troisième prix du concours Fumetto. Ce qui lui a valu une grande exposition rétrospective à Lucerne dans le cadre des 20 ans du festival Fumetto en 2012.
Musturi a participé à l'exposition Bande dessinée finlandaise, au festival d'Angoulême en 2006. 
Il participe en 2012 à l’exposition collective Eye balling, The new forms of comics au musée Kiasma à Helsinki aux côtés de 13 autres auteurs finlandais et présente notamment le projet Samuel Kiasma, sculptures autour de l’univers de Samuel : une sorte de théâtre mécanique, avec des sons, des éclairages bigarrés, fabriqués à partir de MDF, carton, polyuréthane, morceaux de bois trouvés dans la forêt, peinture blanche.
Sa série-phare, M. Espoir est une série en cinq tomes écrite comme une histoire sur la vie et la mort.
Il y aborde les questions de l'existence : l'individu, la solitude, la nature et la liberté. Chaque volume enrichit l'univers de M. Espoir, ses fantasmes, ses frustrations, ses tentatives d'échapper au quotidien. Il propose une esthétique proche de la tradition de la ligne claire. Chacun de ces trois premiers volumes propose une bichromie différente et maîtrisée avec une réelle virtuosité, l'auteur tirant parti de toute la palette et des nuances que propose le mélange de seulement deux couleurs (les 4e et 5e volumes sont en quadrichromie).
Sur les pas de Samuel, récit muet, philosophique, psychédélique et métaphysique, décrit le périple d’un individu surgit d’on ne sait où, juste après la naissance de l’univers. Il traverse les saisons, les continents, les cataclysmes de toutes sortes, le plus souvent cosmiques. Tout n'est que bruit et fureur, mais ça ne l'atteint pas. Il est bien trop occupé par des choses plus importantes: son animal, une fleur qu'il surveille... Samuel découvre enfin, derrière un mur infranchissable, le paradis perdu. Ici, le style graphique est très épuré mais richement mis en couleur.
À côté de ces deux projets en ligne claire, Musturi se permet de réaliser des livres à l’antipode de cette esthétique comme Automia Kis Kis qui propose des images, tirées de ses carnets de croquis, dans un style totalement pictural et éclaté ou Italo Sport, un détournement pop avec une esthétique des publicités des années soixante, ou encore Concrete floor qui propose des dessins saturés à la manière de ce qui se fait au Dernier Cri. Il a aussi publié Death to most qui rassemble des dessins réalisés pendant son adolescence et qui dresse en creux le portrait d’un adolescent torturé et frustré vivant dans la campagne finlandaise.
En 2013, il commence le projet Future qu'il met 5 ans à dessiner entre 2018 et 2023, qui paraît sous forme de 10 publications de 24 pages au format comics et est compilé en recueil en janvier 2024 en huit langues. 
Il expérimente continuellement de nouveaux styles dans différents genres artistiques, et se réinvente sans cesse. Musturi occupe une place prépondérante dans l’esthétique de toute une génération de dessinateurs finnois.

## Œuvres
Livres parus en finnois
- Italo Sport (Hurry! Publishing, Finlande, 2003)
- Autiomaa Kis-Kis (Boing Being, Finlande, 2005)
- Stand Alone and Smile (Boing Being, Finlande, 2006)
- Moving Plastic Castles (Boing Being, Finlande, 2006)
- Ensimmäinen Toivon Kirja (Like, Finlande, 2007)
- Toinen Toivon Kirja (Like, Finlande, 2007)
- Concrete Floor (Boing Being, Finlande, 2007)
- Death to Most (Boing Being, Finlande, 2008)
- The Doozers: How Do You Dooz (Työryhmä, Smittekilde & Boing Being, Finlande, 2008)
- Uni Toivosta (Like, Finlande, 2009)
- Samuelin matkassa (Huuda Huuda, Finlande, 2009)
- That Way (Boing Being, Finlande, 2011)
- Neljäs Toivon kirja  (Like, Finlande, 2011)
- The Head (Boing Being, 2012)
- Beating (Huuda Huuda, Finlande, 2013)
- Ötzi (Huuda Huuda 2014)
- Vortex 2015 (Boing Being, 2015)
- Nuppuset (Petomies, 2016)
- Suurin piirtein Samuel (Boing Being, Finland, 2016)
- O.O.M. (Mundo Fantasma / MMMNNNRRRG, 2017)
- Mielen antologia (Zum Teufel!, Finland, 2018)

Livres parus en français
- Le premier livre de Monsieur Espoir (La 5e Couche, Bruxelles, 2005)
- Le second livre de Monsieur Espoir (La 5e Couche, Bruxelles, 2007)
- Big Beat (Editions Humeurs, Montreuil, 2010)
- Sur les pas de Samuel (La 5e Couche, Bruxelles, 2010)
- Speed Gun (Éditions Le Dernier Cri, Marseille, 2010)
- Bolturi (Le Dernier Cri,2011)
- Le rêve de Monsieur Espoir (La 5e Couche, Bruxelles, 2012)
- Le quart livre de M. Espoir (La 5e Couche, Bruxelles, 2013)
- Beating (La 5e Couche, Bruxelles, 2013)
- Le dernier livre de M. Espoir (La 5e Couche, Bruxelles, 2014)
- Simplement Samuel (Les Requins Marteaux, Bordeaux, 2016)
- Les livres de M. Espoir (La 5e Couche, Bruxelles, 2017)
- Anthologie de l'esprit (La 5e Couche, Bruxelles, 2018)
- Cracking (La 5e Couche, Bruxelles, 2021)
- Les petites révolutions de Samuel (de Arnoud Rommens, Images/La 5e Couche, Bruxelles, 2023)
- Future (La 5e Couche, Bruxelles, 2024)

Au sein de collectifs :
- La Commissure n°01 (Éditions Stratégie Alimentaire, 2006)
- Glömp 1-10 (Boing Being, Finlande, 1997-2009)
- Avorton (Matthieu Desjardins, 2010)
- Hôpital Brut n°10, Asiatroma (Éditions Le Dernier Cri, 2010)
- Limbo (La 5e Couche, 2011)

Livres parus dans d'autres langues
- The First Book of Hope (Boing Being, Finlande, 2005)
- The Second Book of Hope  (Bries, Belgique, 2007)
- På väg med Samuel (Optimal Press, Suède, 2009)
- Caminhando com Samuel (MMMNNNRRRG, Portugal, 2009)
- Unterwegs mit Samuel  (Reprodukt, Allemagne, 2010)
- To a Stranger (Opuntia Books, Portugal, 2010)
- The Dream of Hope (Bries, Belgique, 2011)
- The Book of Hope (Fantagraphics, États-Unis, 2015)
- Snake in the Nose (kuš!, Lettonie, 2015)
- Future 1-10 (Boing Being, Finlande, 2018-2023)

## Distinctions
- 2011 : Chapeau de Puupää, pour Toivon Kirja